# Естипуј
Естипуј (фр. Estipouy) насеље је и општина у јужној Француској у региону Миди Пирене, у департману Жерс која припада префектури Миранд.
По подацима из 2011. године у општини је живело 202 становника, а густина насељености је износила 17,28 становника/km². Општина се простире на површини од 11,69 km². Налази се на средњој надморској висини од 250 метара (максималној 256 m, а минималној 139 m).

## Демографија
| 1962. | 1968. | 1975. | 1982. | 1990. | 1999. | 2011. |
| ----- | ----- | ----- | ----- | ----- | ----- | ----- |
| 155   | 172   | 147   | 133   | 150   | 193   | 202   |

График промене броја становника у току последњих година